# Kết cấu chuỗi động từ
Kết cấu chuỗi động từ, kết cấu loạt động từ (tiếng Anh: serial verb construction), còn gọi là sự chồng động từ (tiếng Anh: verb stacking), là một hiện tượng cú pháp học trong đó hai (hay hơn) động từ hoặc cụm động từ được đặt cạnh nhau trong một mệnh đề. Đây là một hiện tương thường gặp trong ngôn ngữ châu Phi, châu Á và New Guinea. Kết cấu chuỗi động từ có khi được mô tả là sự "mã hóa" một sự việc; và cũng có thể dùng để mô tả những sự việc xảy ra đồng thời hay có liên quan đến nhau.

## Ví dụ
Một ví dụ về kết cấu chuỗi động từ trong tiếng Việt:
| Nhớ | mang | đầy đủ | giấy tờ | nhé. |
Trong ví dụ trên, "nhớ" và "mang" là hai động từ được đặt cạnh nhau.
Ví dụ sau lấy từ tiếng Nupe, Nigeria:
| Musa | bé     | lá     | èbi     |
| Musa | đã đến | đã lấy | dao     |
| Musa | đến    | lấy    | con dao |
Hai động từ bé và lá nằm liên kề, không có từ nối. Chủ từ, "Musa", được hiểu là thực hiện cả hai hành động.
Ở những ngôn ngữ có biến tố, tùy ngôn ngữ mà chủ từ chung có thể được chỉ ra trên một hay mọi động từ. Trong hầu hết trường hợp, chỉ có một động từ cho biết chủ từ. Tuy vậy, trong ví dụ sau trong tiếng Baré, một ngôn ngữ miền Thượng Amazon, đại từ ngôi thứ nhất số ít ("tôi") được cả hai động từ chỉ ra:
| nu-takasã                     | nu-dúmaka.                  |
| ngôi thứ nhất số ít-đã giả vờ | ngôi thứ nhất số ít-đã ngủ. |
| tôi đã giả vờ                 | (rằng) tôi đã ngủ.          |
| tôi giả vờ ngủ                |                             |
Trong tiếng Nhật, hai động từ có thể xếp kế nhau, trong đó động từ trước ở liên dụng hình (連用形 ren'yōkei), như trong 押し通る oshitōru ("đẩy qua"), trong đó oshi là liên dụng hình của osu ("đẩy"), còn tōru ("vượt qua") ở dạng nguyên mẫu. Tương tự, có 飛び込む tobikomu ("nhảy vào") trong đó tobi là từ tobu ("nhảy, bay"), và komu có nghĩa là "đi vào".